# Верхневолжская культура
Верхнево́лжская культу́ра — субнеолитическая археологическая культура на Верхней и Средней Волге VI—III тыс. до н. э. Описана в 1972 году. Сформировалась на основе мезолитической бутовской культуры. Основное занятие охота и гарпунное рыболовство. Жилища по типу шалашей. Встречается керамика на основе глины с примесью помёта водоплавающих птиц.
Сменилась верхневолжской льяловской культурой.

## Характеристика
Неолит Восточно-Европейской равнины представлен верхневолжской (5240 — 3430 лет до н. э.) и волосовской (3065 — 1840 лет до н. э.) культурами [Алексеева, 1997]. На неолит, в течение которого на территории Русской равнины состоялось бореальное потепление, приходится значительное перемещение плотности памятников в северные области Русской равнины. Южной границей плотного заселения в это время является Московская область, а области, располагающиеся к югу от Москвы, в неолите имеют крайне низкий уровень заселения. Наибольшая плотность памятников наблюдается в Ярославской области. Здесь количество памятников в десять раз превышает аналогичный показатель Курской области. Количество памятников в Тверской области — в 4,5 раза больше, чем в Курской области. Высоко заселёнными оказывается также территория Владимирской области. Смоленская область имеет средний показатель заселённости. И в этот период наибольшая плотность археологических памятников совпадает с наибольшими показателями лесистости рассматриваемых территорий.
Верхневолжская культура занимает обширный Волго-Окский регион [Крайнов, 1977; Мезолит, 1989, стр. 86] и распространена на территории Тверской, Ярославской, Ивановской, Московской и ряда других областей. По мнению антропологов, верхневолжская культура возникла на местной мезолитической основе.
Поселения верхневолжской культуры располагаются на высоких берегах рек и озёр, на озёрных островах, дюнных холмах. Жилища небольшие, от 6 до 12 м², овальной, округлой или прямоугольной формы с очагами в центре. Представители верхневолжской культуры обитали в зоне широколиственных лесов, занимались охотой, рыболовством, собирательством и земледелием [Крайнов, 1977].
Носители верхневолжской культуры были хорошо знакомы с гончарным производством, изготавливали керамику из глины с примесью крупного шамота и помёта водоплавающих птиц. Орнамент занимал большую часть поверхности сосуда. На сосудах преобладали простые, а также симметричные образы из гребенчатого или накольчатого мотивов, ограниченных зонами без орнамента, или образы из двух гребенчатых мотивов и ямочного мотива между ними. Композиции чаще всего начинались с зоны без орнамента или гребенчатого мотива по краю венчика. Потом обычно следовали гребенчатый или ямочный мотивы, а затем опять гребенчатый мотив или зона без орнамента и т. д. Чередование в композиции разных мотивов и неорнаментированных зон придавало композиции некоторую ритмичность.
Первый этап верхневолжской культуры характеризуется керамикой с тычково-кольчатым орнаментом. Присутствуют как остродонные, так и плоскодонные сосуды. Второй этап характеризуется изменением керамики — узор на сосудах становится ложношнуровым, появляются прочерченный по сырой глине зубчатый орнамент, при этом все сосуды с таким орнаментом — остродонные. Третий этап характеризуется наличием наконечников стрел со сплошной ретушью.
Если на стоянке Замостье-2 в Московской области не было глиняной посуды до 5700—5600 л. н., то на стоянке Сахтыш-2а на реке Койка в Ивановской области к этому времени она уже была.

## Верхневолжцы и волосовцы
Представители волосовской культурно-исторической общности занимали обширный регион от Прибалтики до Камы и от Вологды до Пензы [Крайнов, 1987]. Ареал волосовской культуры совпадает с границами предыдущей верхневолжской культуры. Это время больших поселений — неолитических протогородов, на окраинах которых возникают кладбища с одиночными и коллективными погребениями, появляется сложный обряд погребения, сопровождающийся ритуальными кострищами, кладами и святилищами. В это время резко возрастает техника обработки орудий труда и предметов искусства. Эта культура, возникшая в эпоху развитого неолита, существовала и в энеолитическое время. По мнению В. А. Городцова, «народ, создавший культуру волосовского типа, жил долго, перешёл в этой стране в металлический период, выделяя и давая начало производным культурам, дожившим до ранней неометаллической эпохи» [Городцоѳ, 1923, стр. 20].
Археологи и антропологи придерживаются мнения о местном происхождении волосовской культуры — на основе верхневолжской. «Благодаря исследованиям последних лет, открытию верхневолжской культуры, изучению стратиграфии многослойных поселений, особенно торфяниковых в центре Русской равнины, выявлена определённая последовательность в смене культур, которая подтверждает местное развитие волосовской культуры. Автохтонность культуры кажется весьма убедительной» [Алексеева, 1997].
Согласно исследованиям, проведённым антропологом Т. И. Алексеевой, краниологическая серия, датируемая волосовским временем, в значительно большей степени проявляет сходство с носителями верхневолжской культуры. Т. И. Алексеева утверждает, что «картина формирования антропологических черт волосовского населения типична для всего ареала волосовской культуры. На примере погребений из Сахтышских стоянок отчетливо прослеживается преемственность населения на протяжении весьма длительного времени — от раннего неолита до энеолита. Эта преемственность уходит своими корнями в мезолит. Строго говоря, в данном случае антропология подтверждает точку зрения об автохтонности волосовцев. Описанные краниологические особенности (ослабленная горизонтальная профилировка верхней части лица, сильная профилированость среднего отдела лица и сильное выступание носа), сформировавшиеся на обширной территории Восточной Европы, оказываются чрезвычайно стабильными и прослеживаются у населения более поздних исторических эпох» [Алексеева, 1997].
Эти особенности строения скелета были унаследованы волосовским населением Русской равнины от своих верхнепалеолитических предков европеоидного антропологического типа (у неандертальцев скелетные особенности иного типа — близкого к палеомонголоидному, кавказоидному или негроидному [Алексеева, 1997]). Выраженность этого — европеоидного — морфологического своеобразия достаточно стабильна на огромных пространствах Русской равнины [Алексеева, 1997].

## Палеогенетика
У представителя верхневолжской культуры DM5 со стоянки Ивановское-VII в Переславском районе Ярославской области, жившего около 6500 л. н., определили Y-хромосомную гаплогруппу R1b1a1 (xR1b1a1a, xR1b1a1b) и митохондриальную гаплогруппу U5a2+16294.